# Laoag
Laoag, tên chính thức City of Laoag (tiếng Ilocano: Siudad ti Laoag), là 3rd class Thành phố của Philippines và thủ phủ của Ilocos Norte Ilocos Norte, Philippines.
Đây là trung tâm chính trị, thương mại và công nghiệp của tỉnh và là địa điểm bận rộn nhất của Vùng Ilocos sân bay thương mại.
Các đô thị của San Nicolas, Paoay, Sarrat, Vintar, và Bacarra tạo thành ranh giới của nó. Các chân đồi của dãy núi Trung tâm Cordillera ở phía đông, và Biển Tây Philippines ở phía tây là ranh giới vật lý của nó. Laoag trải nghiệm khí hậu thịnh hành gió mùa ở miền Bắc Luzon, đặc trưng bởi mùa khô từ tháng 11 đến tháng 4 và mùa mưa từ tháng 5 đến tháng 10, thỉnh thoảng được các cơn bão mạnh mẽ đổ bộ.

## Khí hậu
Laoag có khí hậu nhiệt đới savanna với nhiệt độ ấm áp đến nóng quanh năm. Nhiệt độ giảm xuống rõ rệt trong những tháng mùa đông từ tháng 12 đến tháng 2. Đặc trưng bởi hai mùa rõ rệt; khô và ẩm ướt và được phân loại là khí hậu ôn hòa và dễ chịu. Mùa khô thường bắt đầu vào tháng 11 cho đến tháng 4 và ẩm ướt trong suốt thời gian còn lại của năm. Thành phố được che chắn khỏi gió mùa đông bắc và gió mậu dịch bởi các dãy núi của Cordillera và Sierra Madre nhưng nó bị ảnh hưởng bởi gió mùa tây nam và bão lốc.
| Dữ liệu khí hậu của Laoag City (1981–2010, extremes 1908–2012) | Dữ liệu khí hậu của Laoag City (1981–2010, extremes 1908–2012) | Dữ liệu khí hậu của Laoag City (1981–2010, extremes 1908–2012) | Dữ liệu khí hậu của Laoag City (1981–2010, extremes 1908–2012) | Dữ liệu khí hậu của Laoag City (1981–2010, extremes 1908–2012) | Dữ liệu khí hậu của Laoag City (1981–2010, extremes 1908–2012) | Dữ liệu khí hậu của Laoag City (1981–2010, extremes 1908–2012) | Dữ liệu khí hậu của Laoag City (1981–2010, extremes 1908–2012) | Dữ liệu khí hậu của Laoag City (1981–2010, extremes 1908–2012) | Dữ liệu khí hậu của Laoag City (1981–2010, extremes 1908–2012) | Dữ liệu khí hậu của Laoag City (1981–2010, extremes 1908–2012) | Dữ liệu khí hậu của Laoag City (1981–2010, extremes 1908–2012) | Dữ liệu khí hậu của Laoag City (1981–2010, extremes 1908–2012) | Dữ liệu khí hậu của Laoag City (1981–2010, extremes 1908–2012) |
| Tháng                                                          | 1                                                              | 2                                                              | 3                                                              | 4                                                              | 5                                                              | 6                                                              | 7                                                              | 8                                                              | 9                                                              | 10                                                             | 11                                                             | 12                                                             | Năm                                                            |
| -------------------------------------------------------------- | -------------------------------------------------------------- | -------------------------------------------------------------- | -------------------------------------------------------------- | -------------------------------------------------------------- | -------------------------------------------------------------- | -------------------------------------------------------------- | -------------------------------------------------------------- | -------------------------------------------------------------- | -------------------------------------------------------------- | -------------------------------------------------------------- | -------------------------------------------------------------- | -------------------------------------------------------------- | -------------------------------------------------------------- |
| Cao kỉ lục °C (°F)                                             | 36.0 (96.8)                                                    | 36.8 (98.2)                                                    | 39.5 (103.1)                                                   | 39.6 (103.3)                                                   | 41.8 (107.2)                                                   | 38.3 (100.9)                                                   | 37.8 (100.0)                                                   | 36.7 (98.1)                                                    | 37.1 (98.8)                                                    | 37.1 (98.8)                                                    | 37.2 (99.0)                                                    | 37.1 (98.8)                                                    | 41.8 (107.2)                                                   |
| Trung bình ngày tối đa °C (°F)                                 | 30.8 (87.4)                                                    | 31.5 (88.7)                                                    | 32.7 (90.9)                                                    | 34.0 (93.2)                                                    | 34.0 (93.2)                                                    | 33.2 (91.8)                                                    | 32.5 (90.5)                                                    | 31.8 (89.2)                                                    | 32.0 (89.6)                                                    | 32.4 (90.3)                                                    | 32.0 (89.6)                                                    | 31.1 (88.0)                                                    | 32.3 (90.1)                                                    |
| Trung bình ngày °C (°F)                                        | 25.1 (77.2)                                                    | 25.8 (78.4)                                                    | 27.2 (81.0)                                                    | 28.8 (83.8)                                                    | 29.2 (84.6)                                                    | 28.9 (84.0)                                                    | 28.4 (83.1)                                                    | 28.0 (82.4)                                                    | 27.9 (82.2)                                                    | 27.9 (82.2)                                                    | 27.3 (81.1)                                                    | 25.8 (78.4)                                                    | 27.5 (81.5)                                                    |
| Tối thiểu trung bình ngày °C (°F)                              | 19.5 (67.1)                                                    | 20.1 (68.2)                                                    | 21.6 (70.9)                                                    | 23.5 (74.3)                                                    | 24.5 (76.1)                                                    | 24.6 (76.3)                                                    | 24.3 (75.7)                                                    | 24.2 (75.6)                                                    | 23.8 (74.8)                                                    | 23.3 (73.9)                                                    | 22.5 (72.5)                                                    | 20.6 (69.1)                                                    | 22.7 (72.9)                                                    |
| Thấp kỉ lục °C (°F)                                            | 11.1 (52.0)                                                    | 11.9 (53.4)                                                    | 13.0 (55.4)                                                    | 17.0 (62.6)                                                    | 20.4 (68.7)                                                    | 18.9 (66.0)                                                    | 19.5 (67.1)                                                    | 20.9 (69.6)                                                    | 20.0 (68.0)                                                    | 16.1 (61.0)                                                    | 13.3 (55.9)                                                    | 12.0 (53.6)                                                    | 11.1 (52.0)                                                    |
| Lượng mưa trung bình mm (inches)                               | 5.3 (0.21)                                                     | 2.8 (0.11)                                                     | 6.0 (0.24)                                                     | 24.8 (0.98)                                                    | 246.9 (9.72)                                                   | 312.9 (12.32)                                                  | 458.2 (18.04)                                                  | 583.9 (22.99)                                                  | 415.8 (16.37)                                                  | 103.3 (4.07)                                                   | 30.2 (1.19)                                                    | 2.8 (0.11)                                                     | 2.192,9 (86.35)                                                |
| Số ngày mưa trung bình                                         | 1                                                              | 1                                                              | 1                                                              | 1                                                              | 9                                                              | 14                                                             | 19                                                             | 20                                                             | 14                                                             | 7                                                              | 4                                                              | 1                                                              | 92                                                             |
| Độ ẩm tương đối trung bình (%)                                 | 75                                                             | 75                                                             | 74                                                             | 75                                                             | 77                                                             | 82                                                             | 85                                                             | 87                                                             | 87                                                             | 80                                                             | 77                                                             | 75                                                             | 79                                                             |
| Số giờ nắng trung bình tháng                                   | 246.4                                                          | 256.1                                                          | 294.4                                                          | 291.9                                                          | 249.1                                                          | 229.3                                                          | 218.1                                                          | 196.8                                                          | 201.5                                                          | 227.7                                                          | 227.9                                                          | 242.7                                                          | 2.881,9                                                        |
| [ cần dẫn nguồn ]                                              |                                                                |                                                                |                                                                |                                                                |                                                                |                                                                |                                                                |                                                                |                                                                |                                                                |                                                                |                                                                |                                                                |